# Bedsegrotten

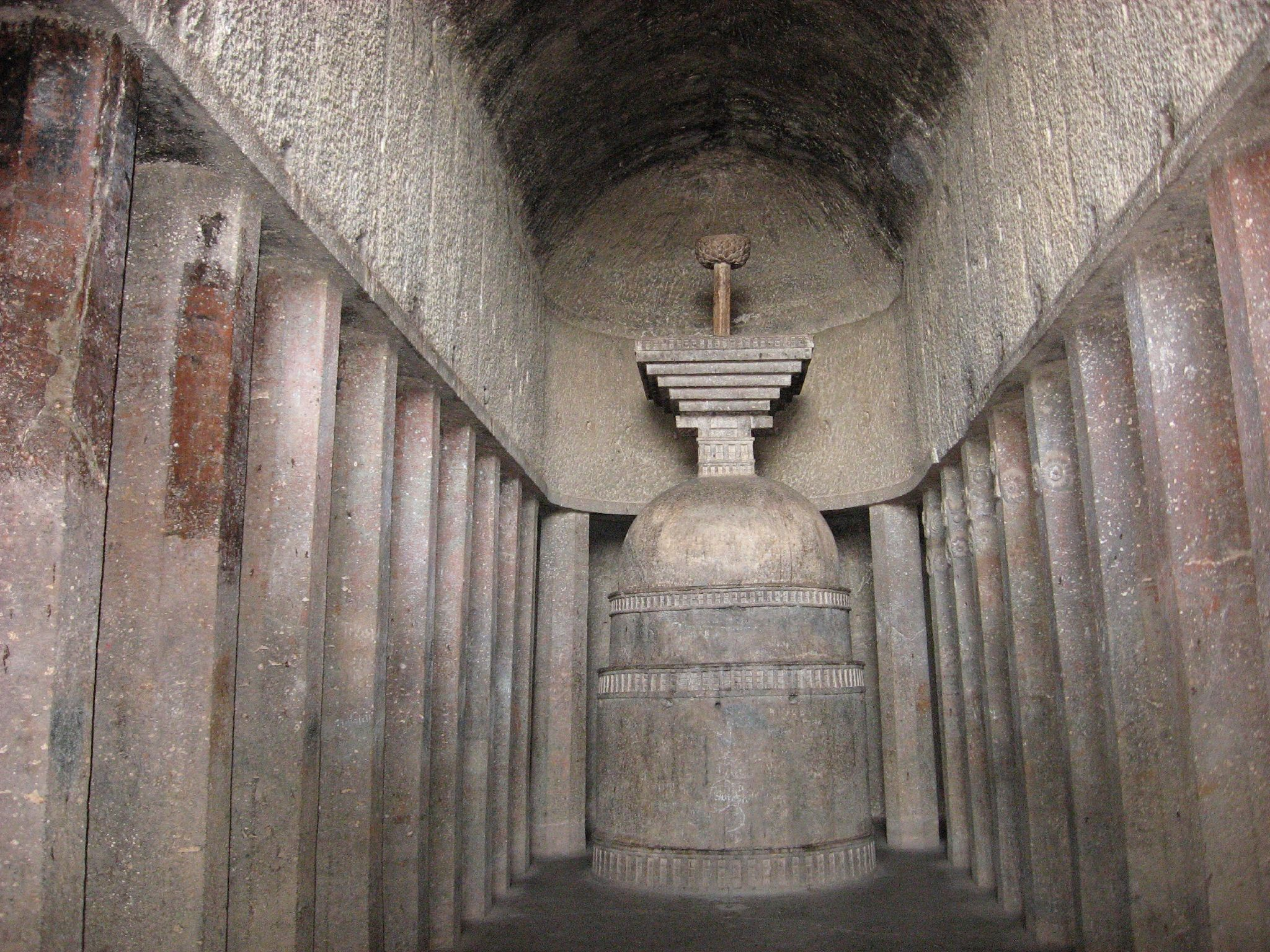
De Chaityagrha in de grot

De Bedsegrotten (Bedsagrotten) zijn een groep boeddhistische uit de rotsen gehouwen monumenten in Maval taluka, district Poona, Maharashtra, India.
De geschiedenis van de grotten kan worden teruggevoerd tot de Satavahana-periode in de 1e eeuw v.Chr.
Ze bevinden zich 9 km van de Bhajagrotten. Andere grotten in de omgeving zijn de Karlagrotten, boeddhistische Patangrotten en Nasikgrotten.
Er zijn twee hoofdgrotten. De meest bekende grot is de chaitya (gebedshal - grot 7) met een in verhouding grote stoepa, de andere grot is het klooster of vihara (grot 11). Ze worden gekenmerkt door een overdaad aan decoratieve gavaksha of chaitya-boogmotieven.

## Galerij

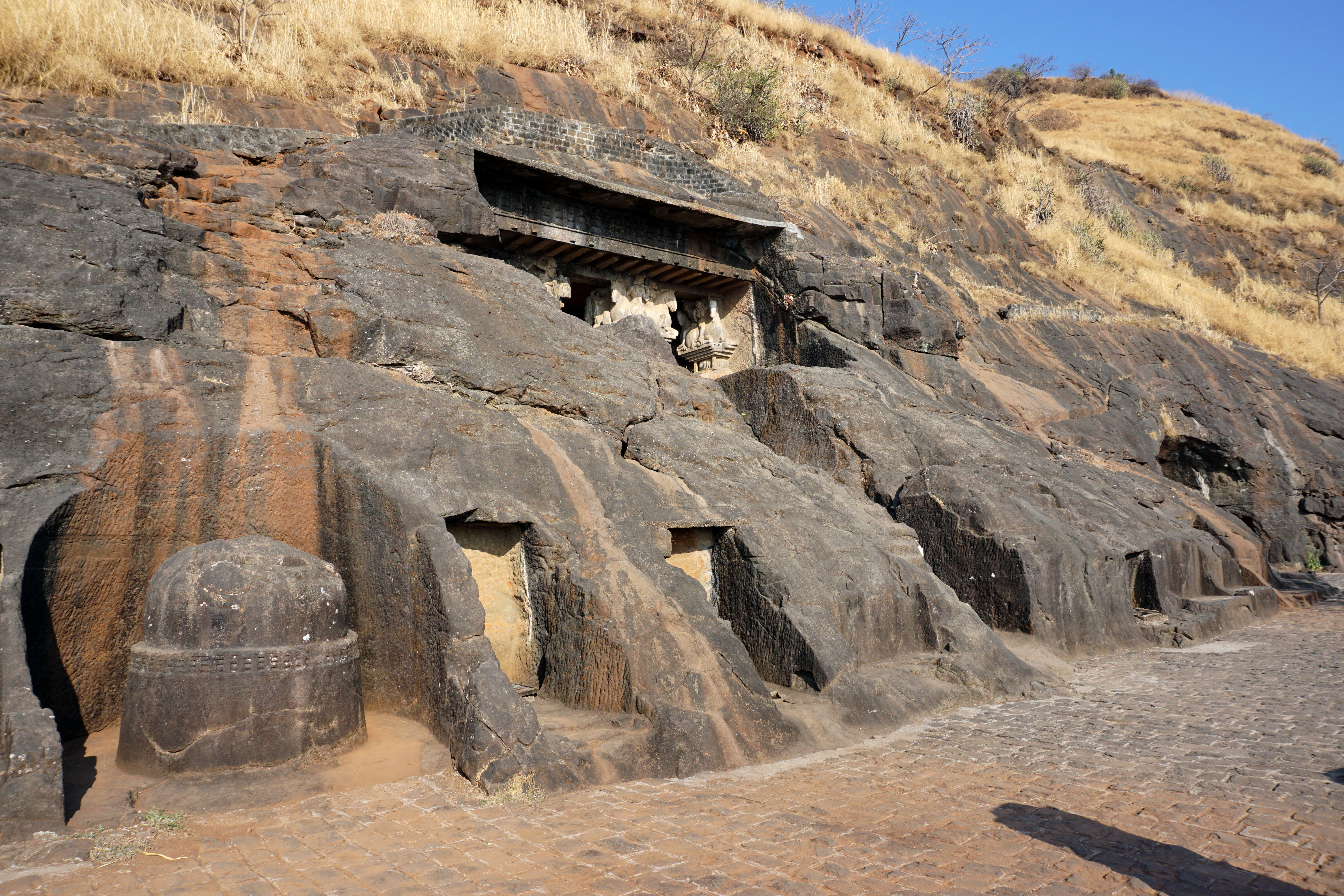
Vooraanzicht, met de bovenkant van de zuilen van de chaitya-ingang en de stoepa buiten
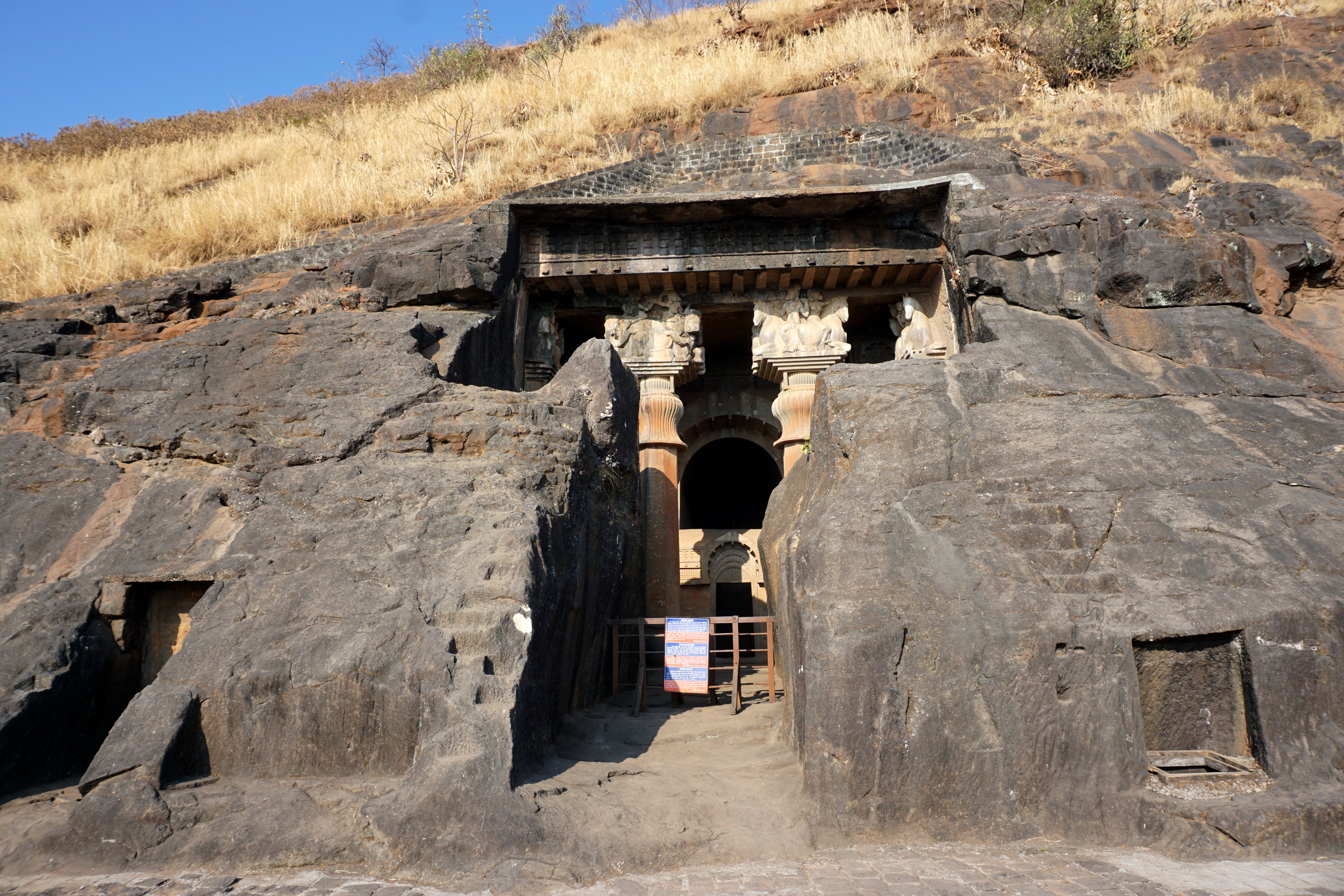
Ingang tot de chaitya-hal
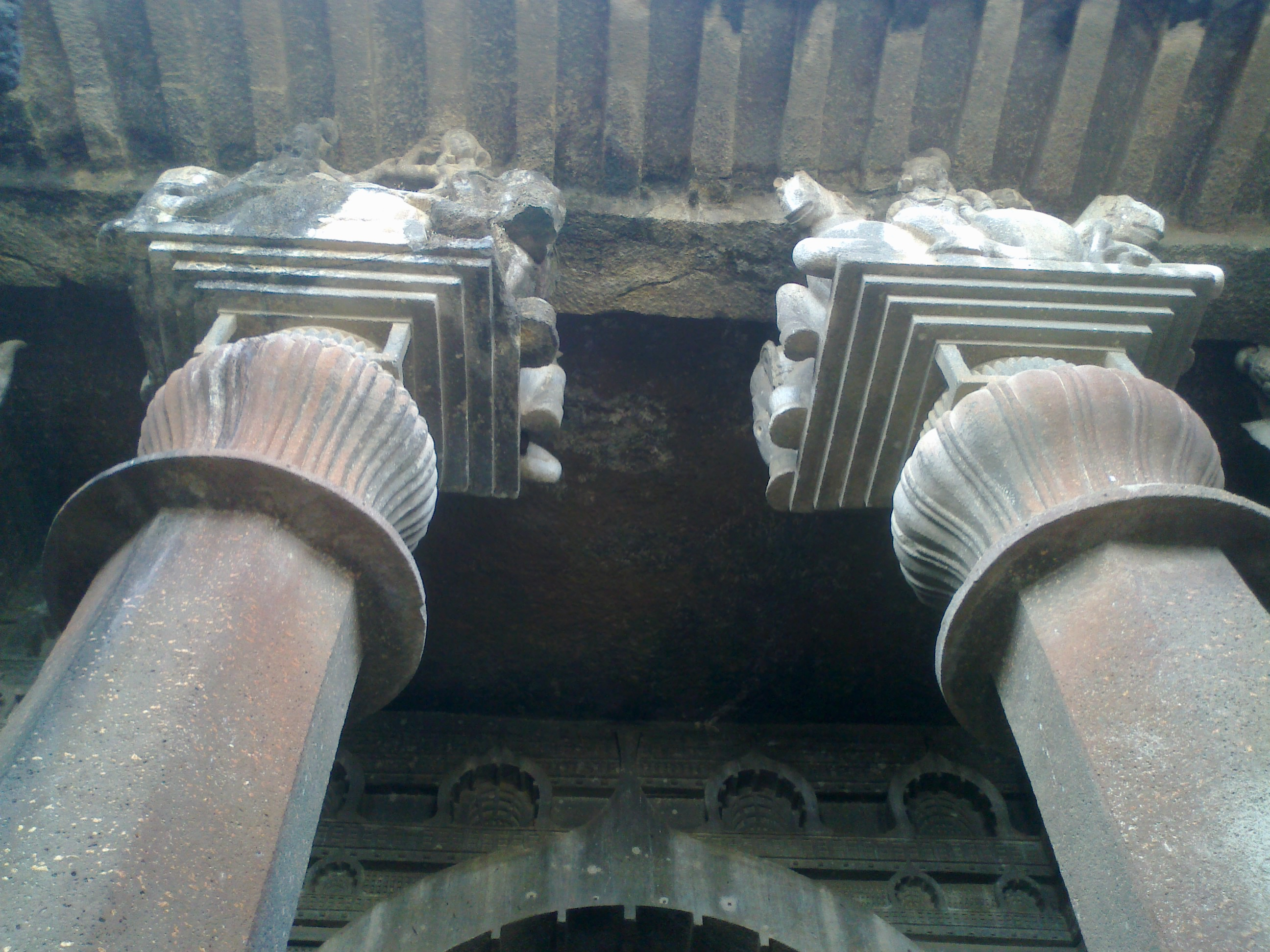
Zuilen van de chaitya-ingang
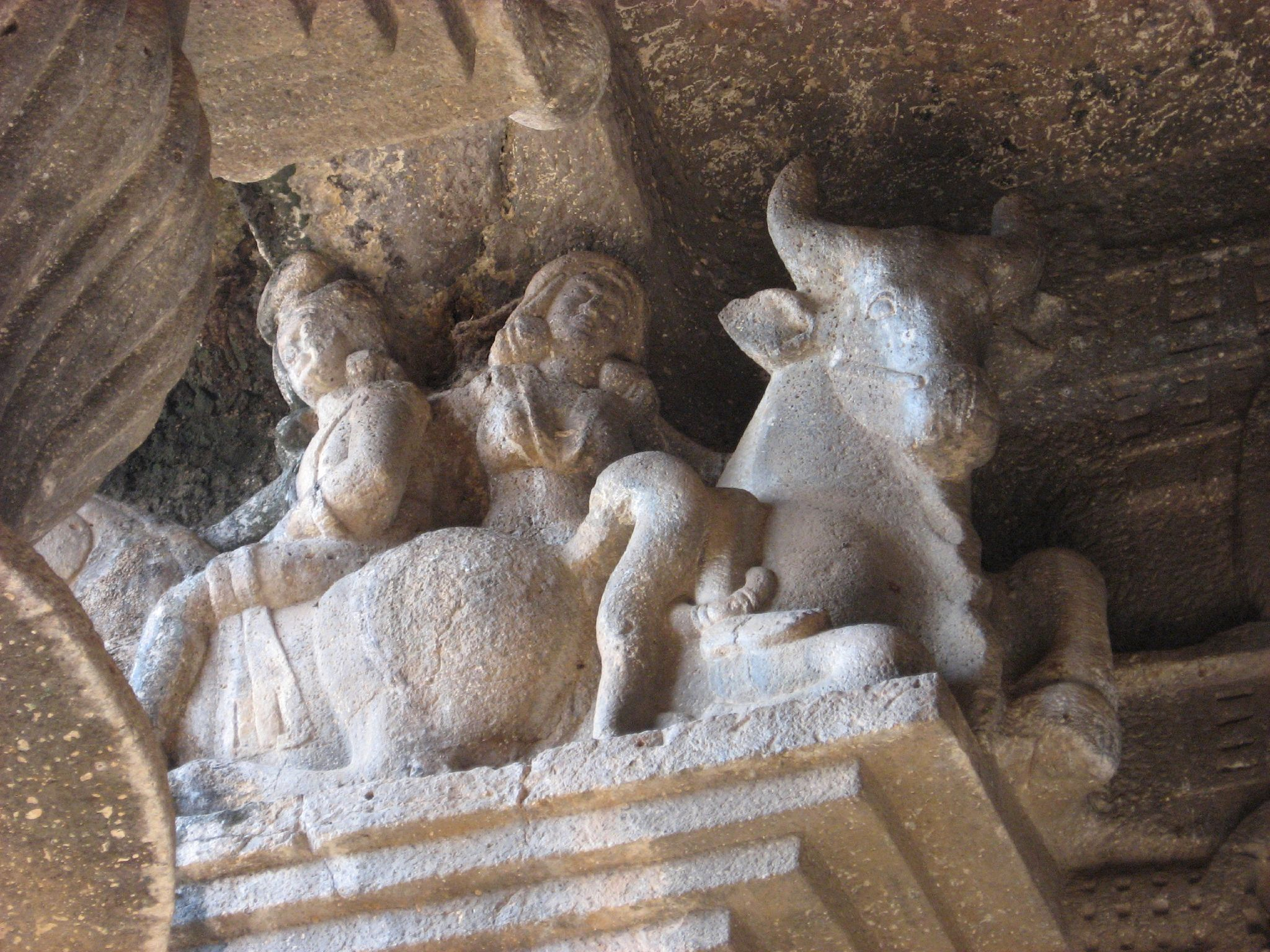
Kapiteel van een zuil boven de hoofdingang
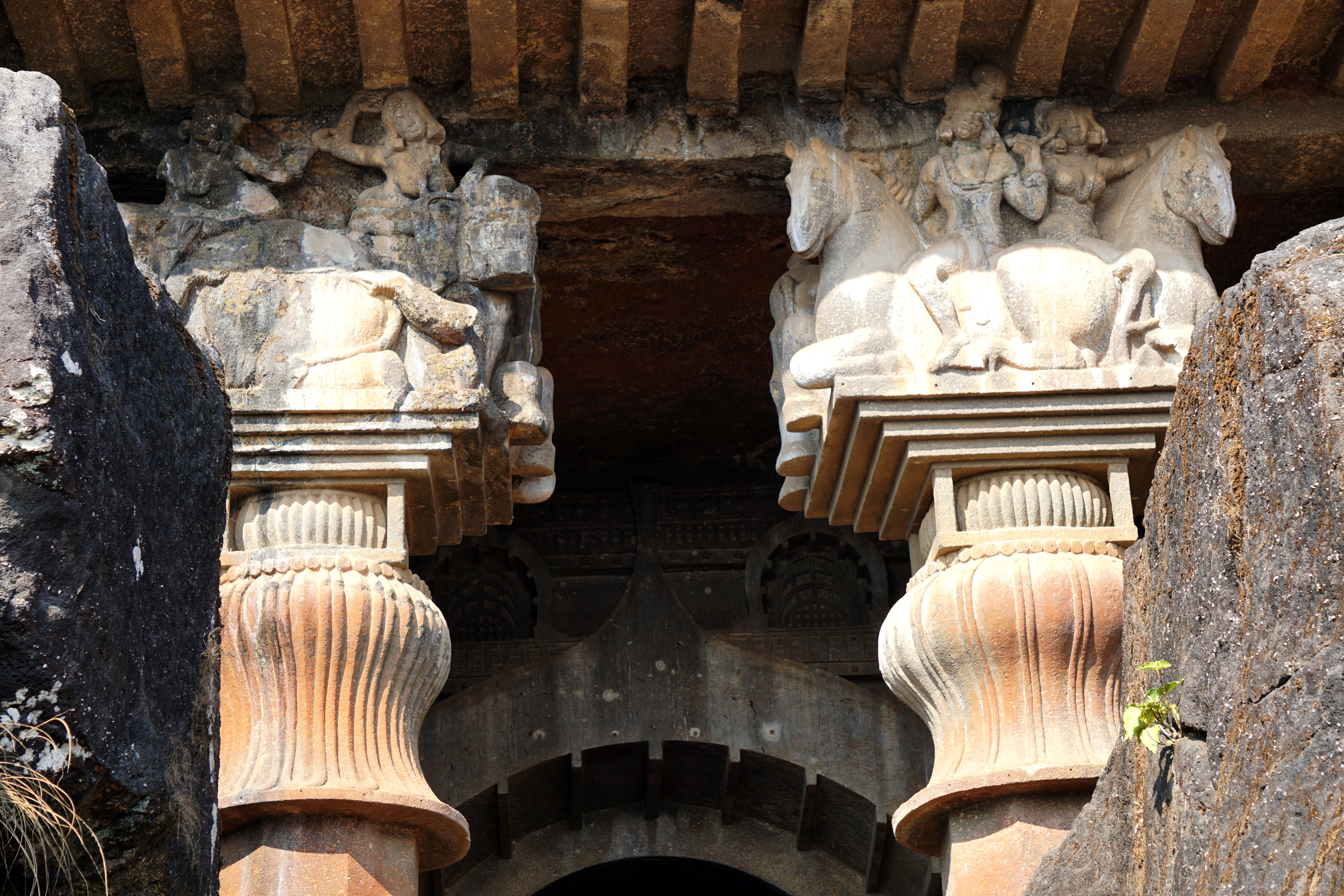
Kapitelen
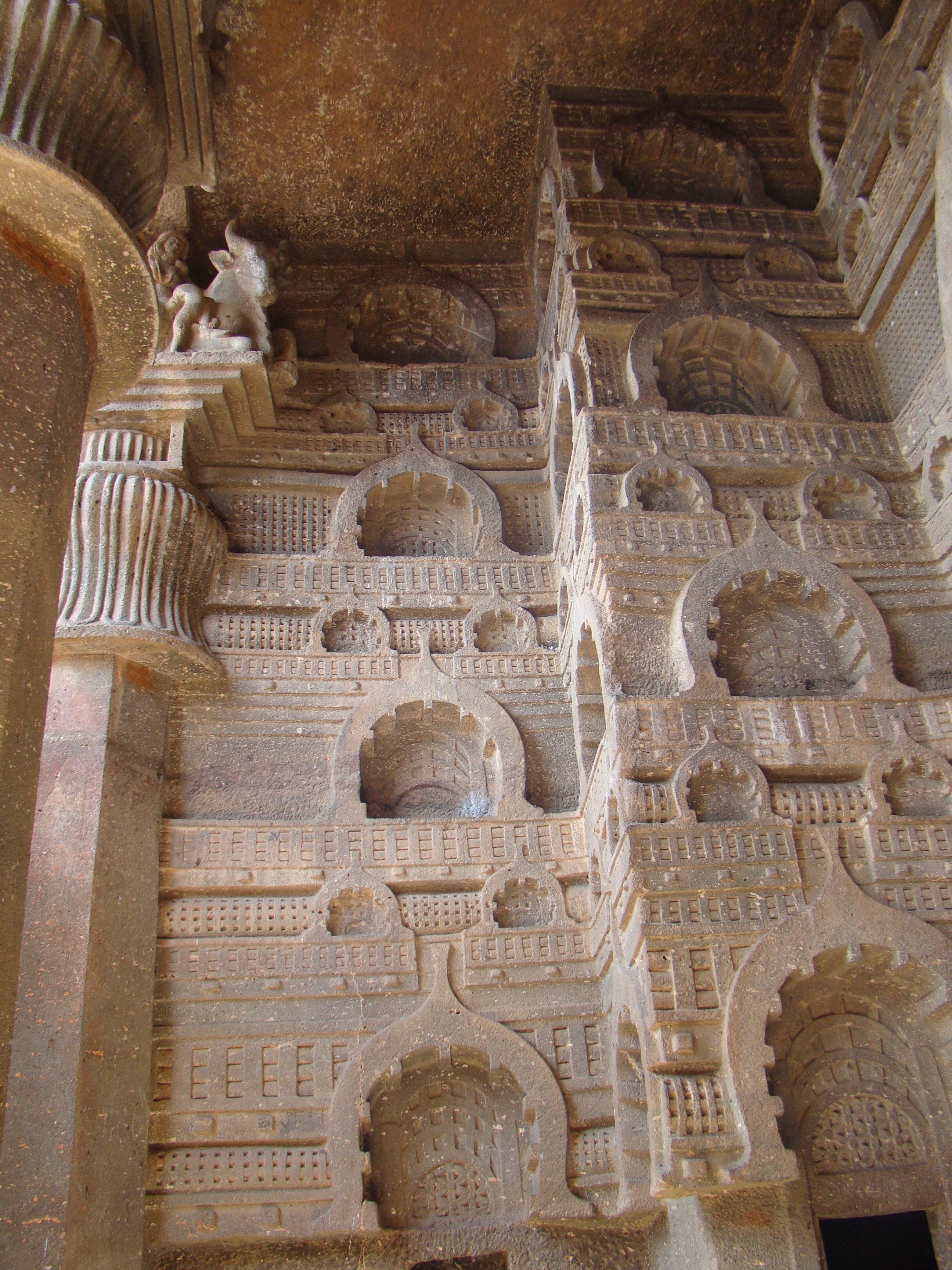
Zijmuur binnen de chaitya-veranda
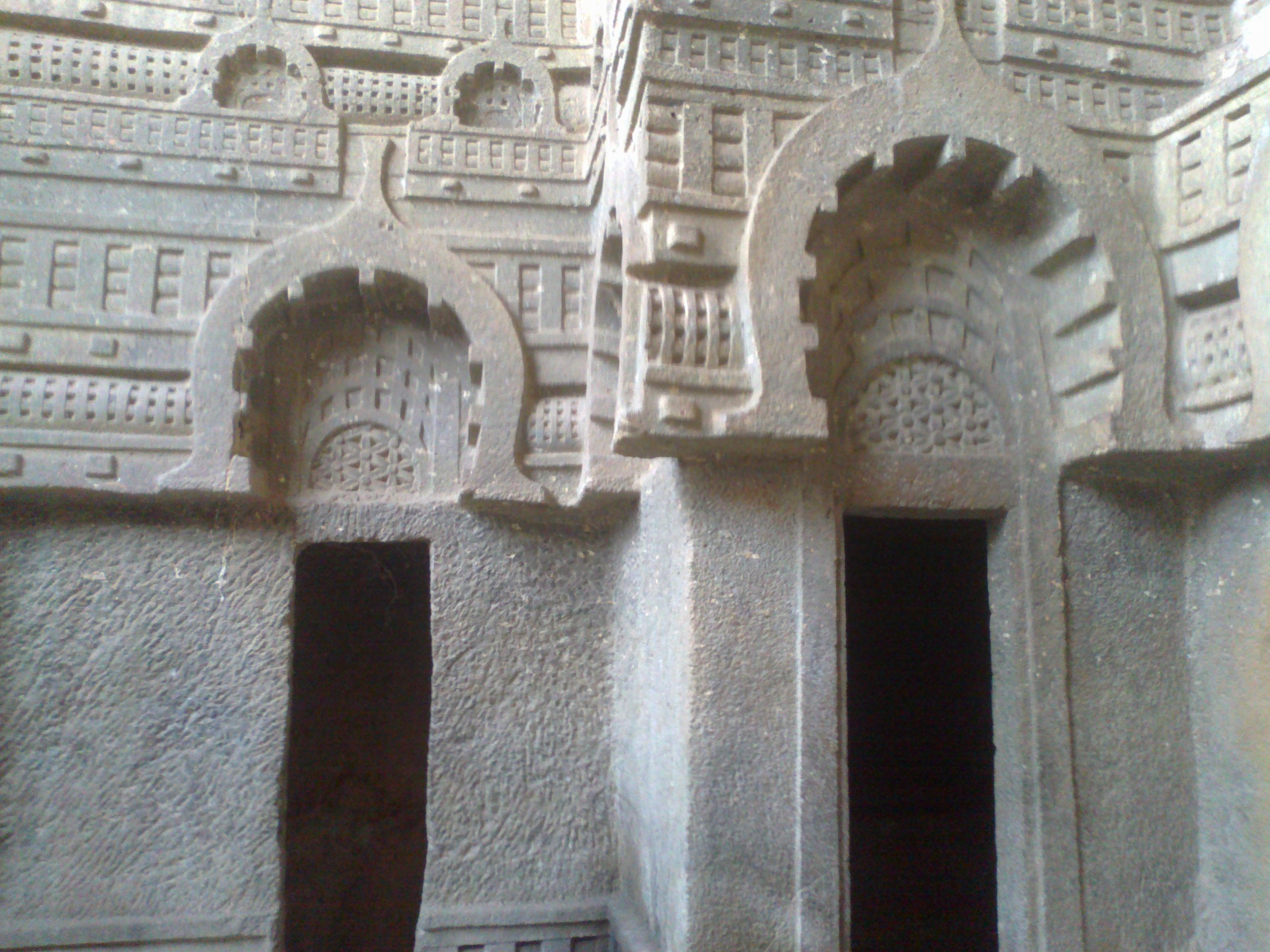
Peepal-bladeren op de gavaksha-bogen
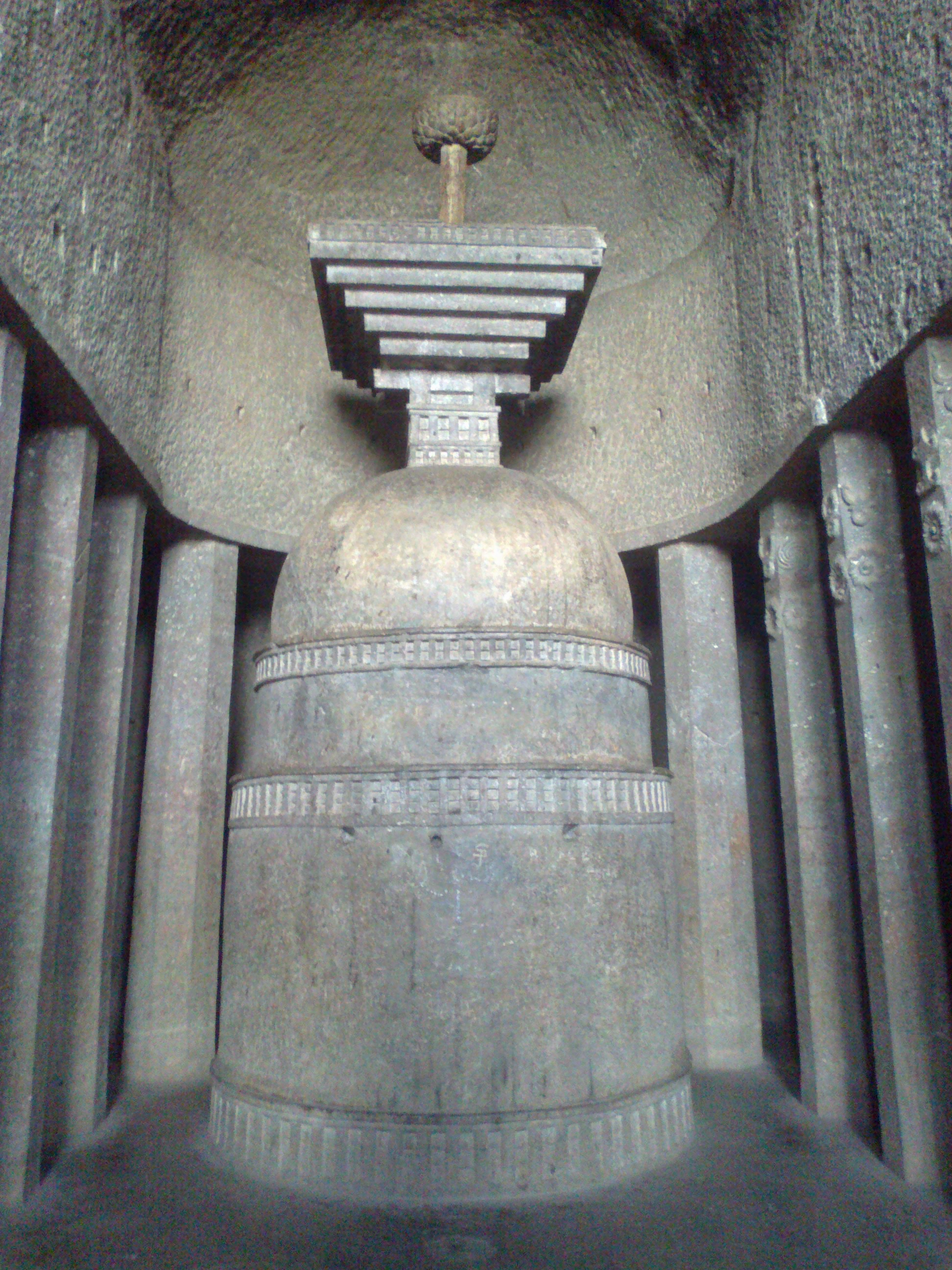
De stoepa in de chaitya
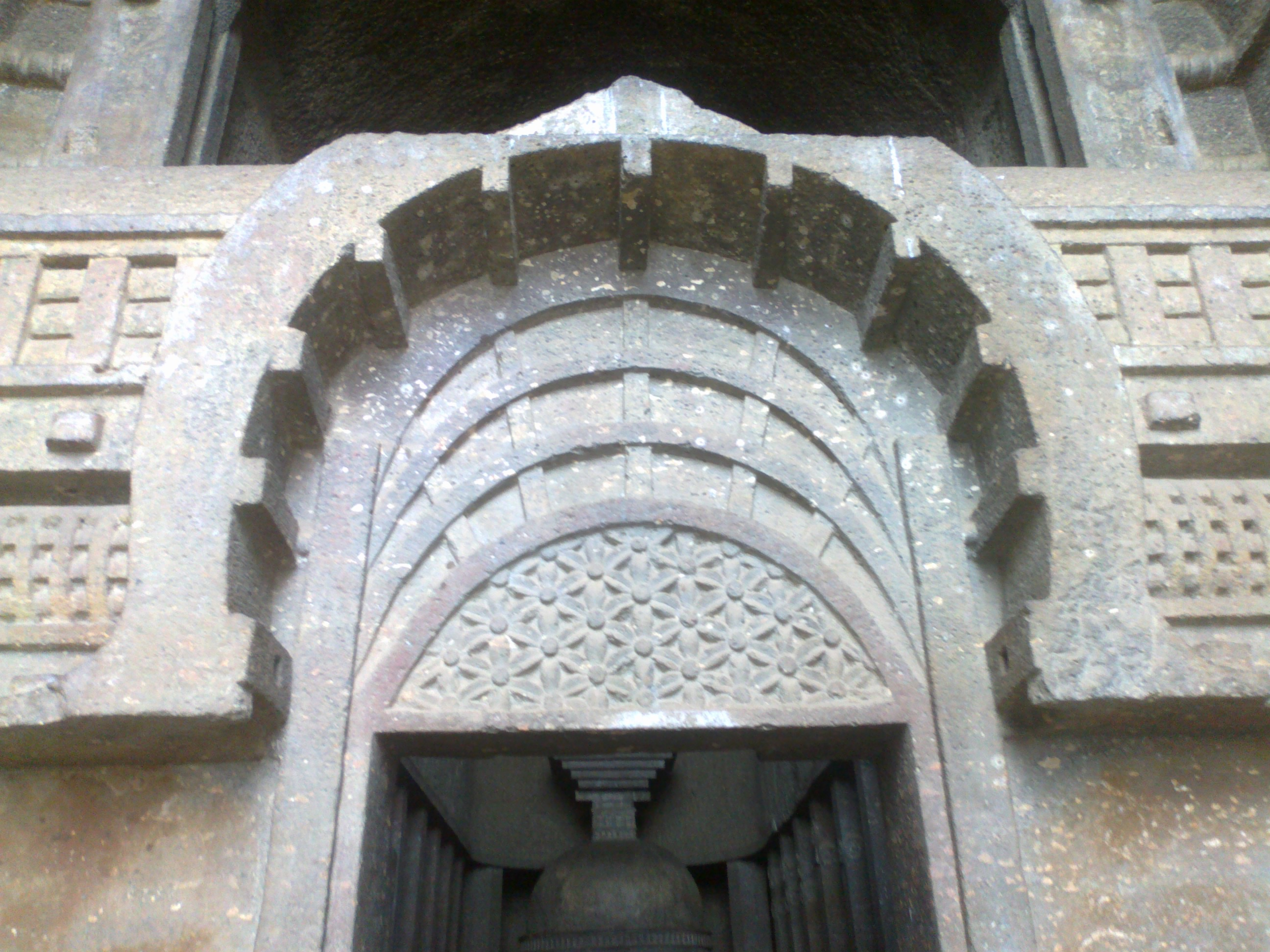
Gehouwen bloemmotieven boven de chaitya-doorgang
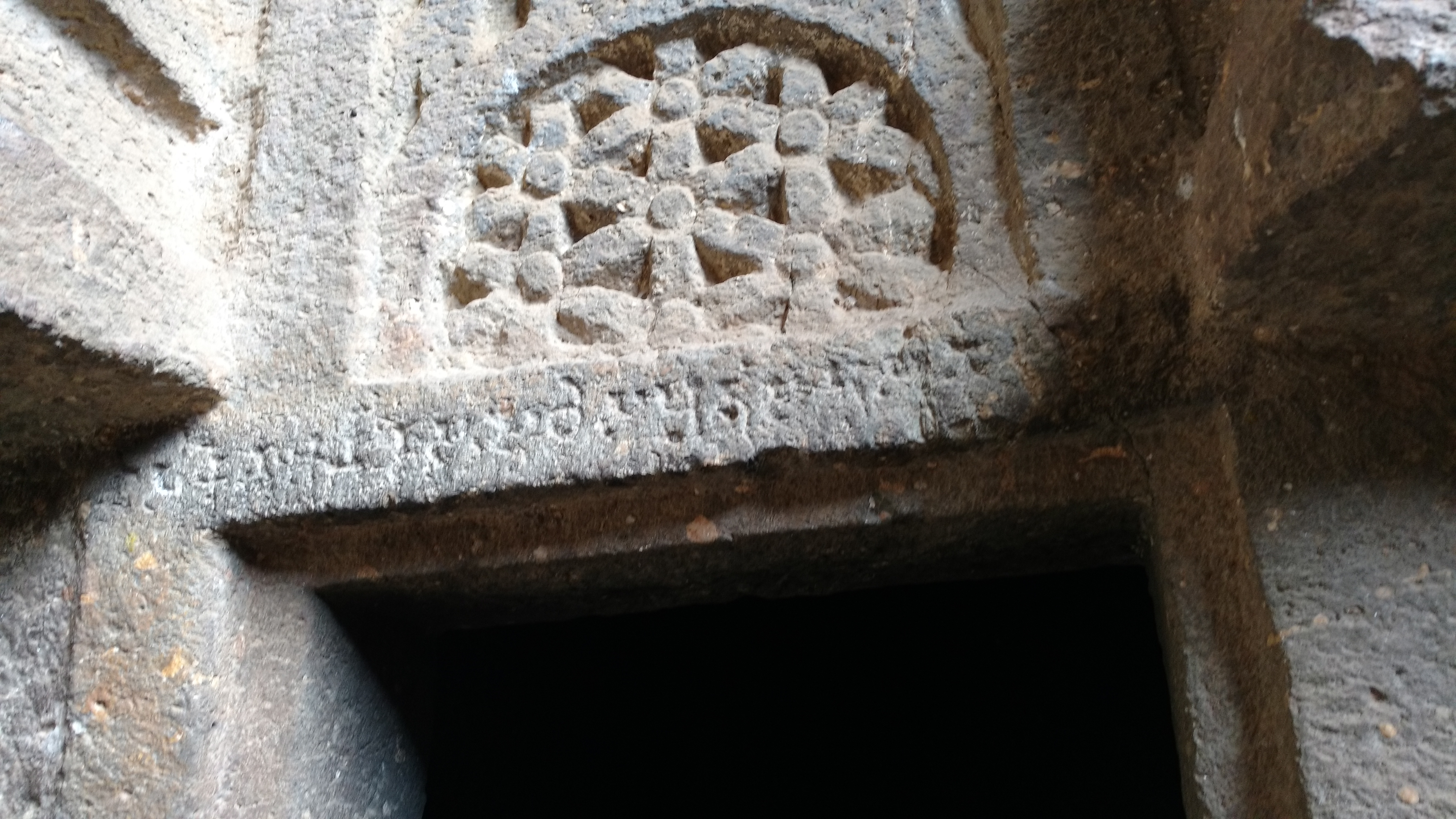
Inscriptie in Brahmischrift: Geschenk van Pushyanka, zoon van Ananda Sethi uit Nashik
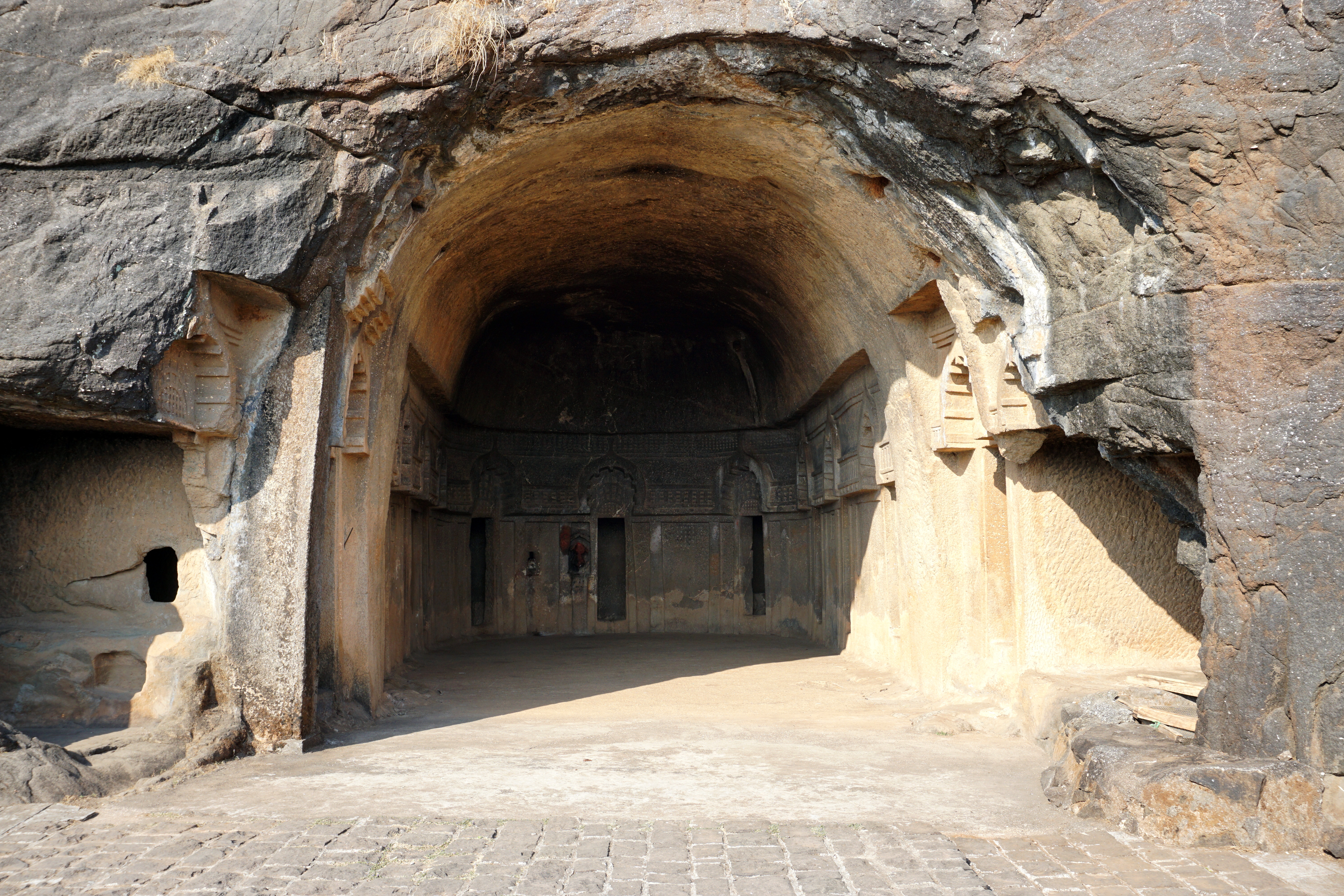
Hoofd vihara
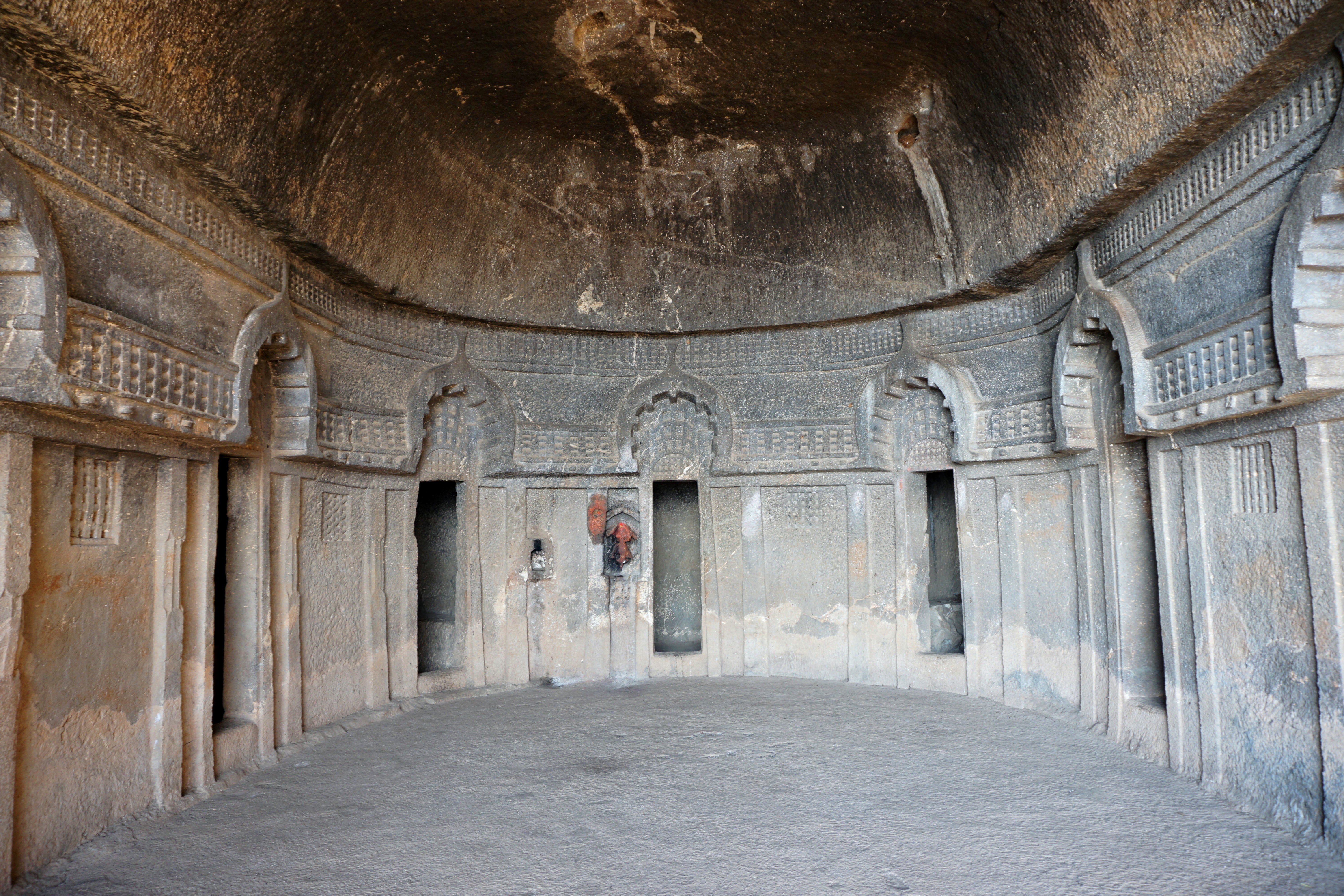
Binnen de vihara
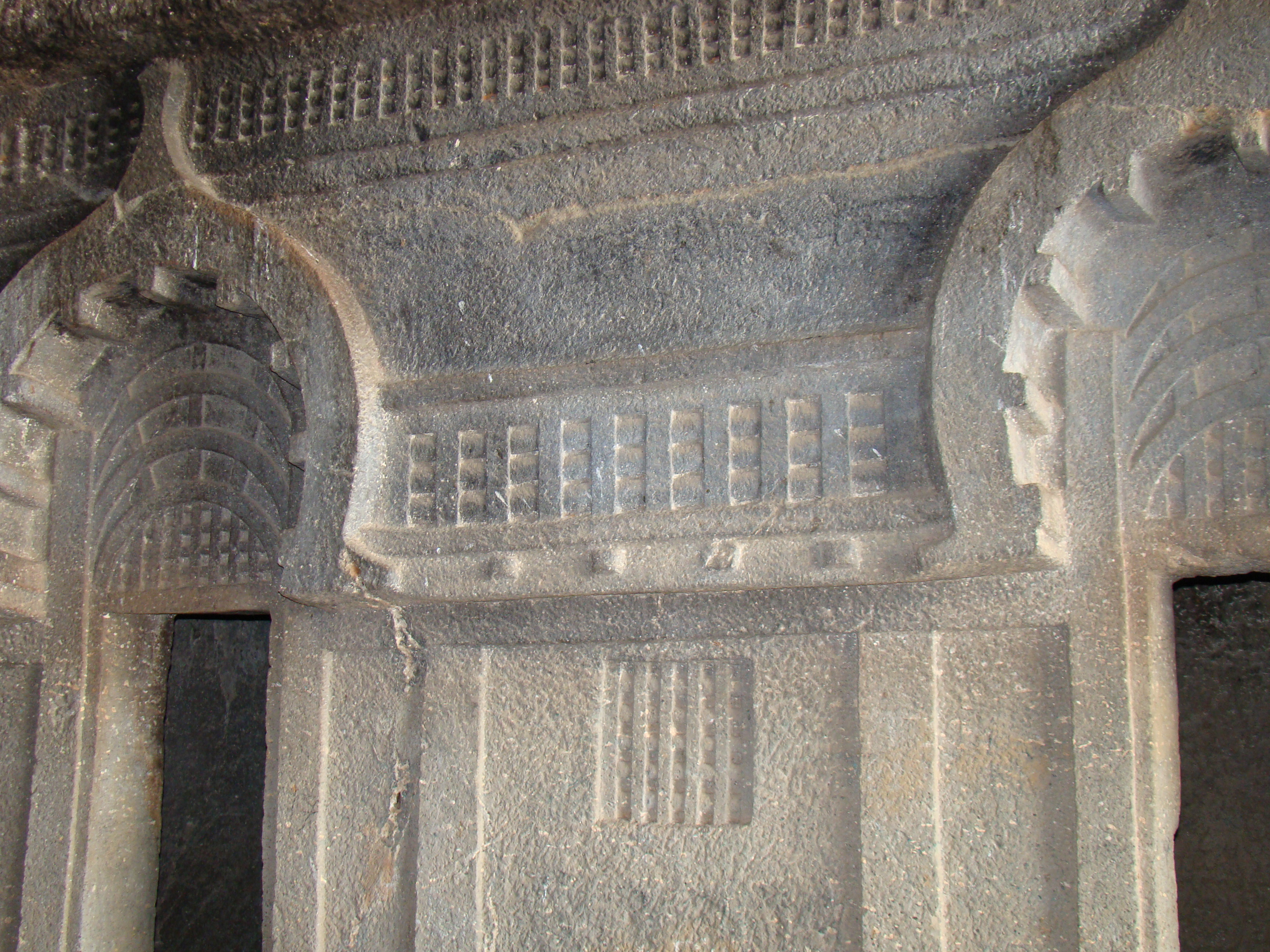
Doorgangen naar cellen van de vihara